# Щербаков Михайло Андрійович
Михайло Андрійович Щербаков  — радянський діяч, керуючий тресту «Кіроввугілля» Ворошиловградської області. Кандидат у члени ЦК КП(б)У в травні 1940 — січні 1949 року. 

## Життєпис
Член ВКП(б) з 1928 року.
На 1938—1939 роки — завідувач шахти № 77 комбінату «Ворошиловградвугілля» Донецької (з 1938 року — Ворошиловградської) області.
На 1939—1940 роки — керуючий тресту «Кіроввугілля» комбінату «Ворошиловградвугілля» Ворошиловградської області.
Подальша доля невідома.

## Нагороди
- орден Трудового Червоного Прапора (17.02.1939)
- медалі